# Tianchang
Tianchang (天长S, TiānchángP) è una città della provincia cinese di Anhui, situata nella prefettura di Chuzhou.

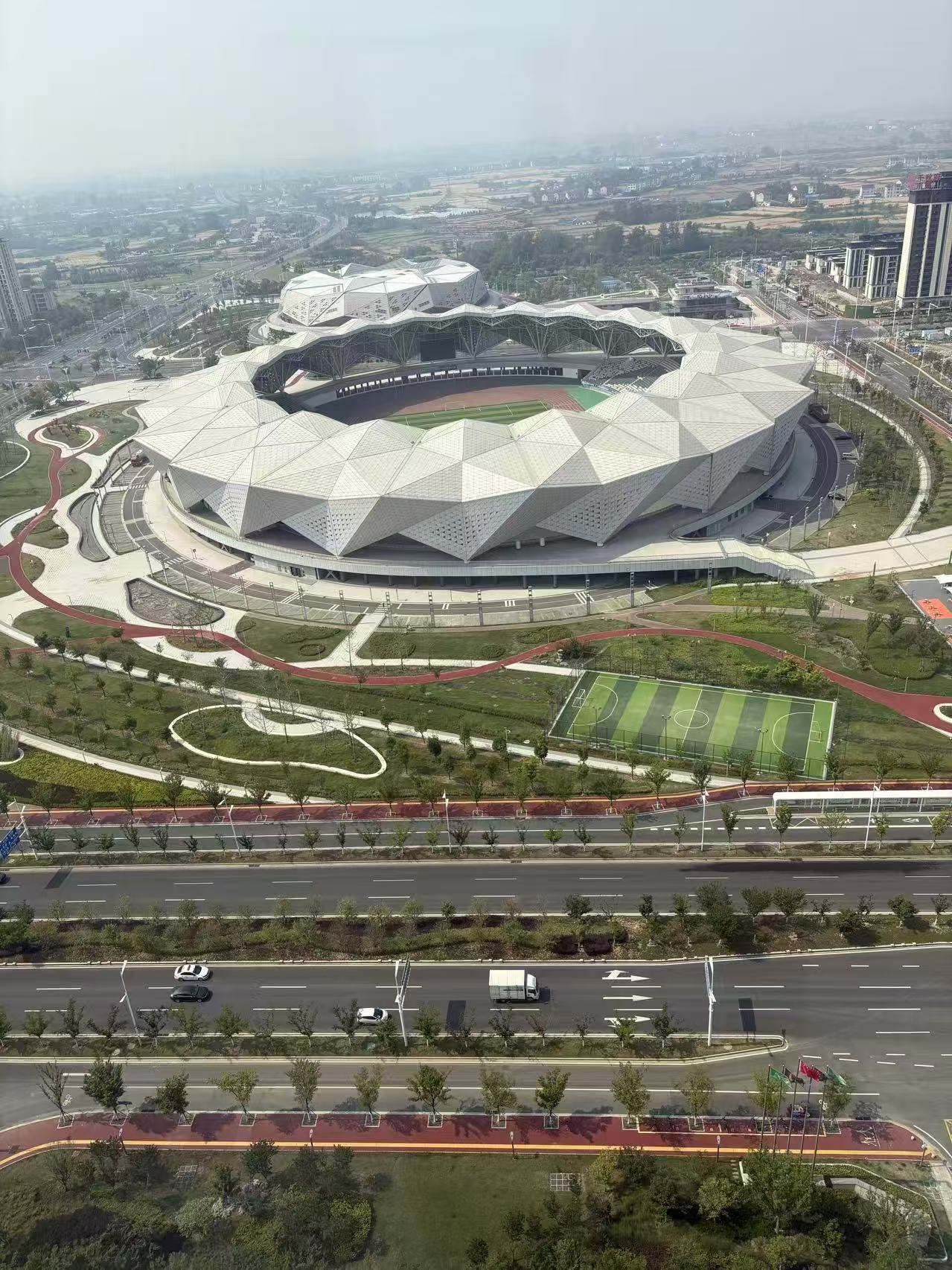
Tianchang stadium